# Expédition romaine

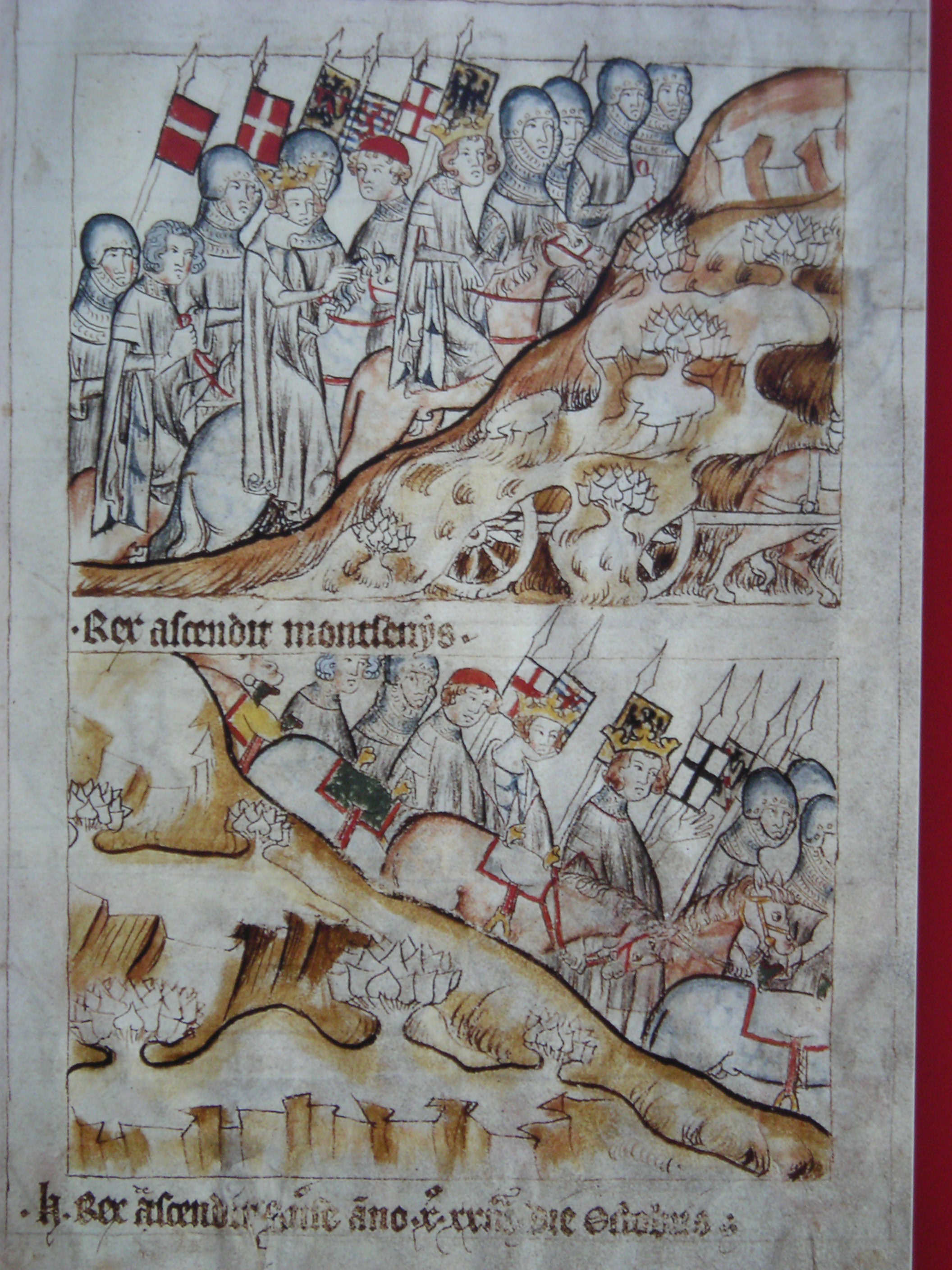
Image tirée du Codex Balduini Trevirensis, illustre le déplacement d'Henri VII, lors de sa campagne italienne.

Dans le Saint-Empire romain germanique, l'expédition romaine (en latin : expeditio romana ; en allemand : Romerzug) était le déplacement entrepris par l'empereur, après son élection et son couronnement, pour se faire confirmer par le pape.
La Bulle d'or de 1356 ne prévoyait que deux étapes: l'élection (electio) du nouvel empereur à Francfort-sur-le-Main par le collège des princes-électeurs, convoqué et présidé par l'électeur-archevêque de Mayence ; puis son couronnement (coronatio) à Aix-la-Chapelle par l'électeur-archevêque de Cologne. Elle omettait sa confirmation (confirmatio) par le pape, évêque de Rome.
Les états de l'Empire accordaient à l'Empereur des subsides pour ce voyage. Les empereurs étaient par-là censés aller prendre possession de la ville de Rome. Mais depuis Charles Quint, aucun empereur ne s'est soumis à cette cérémonie.

## Sources
- L'Encyclopédie, Paris, 1756, vol. 6, p. 290.